# Sclérose latérale primitive
La sclérose latérale primitive est une sclérose latérale amyotrophique d'origine inconnue se caractérisant par :
- Un début dans la seconde moitié de la vie
- Perte de la marche rapide (moins de un an)
- Dégénérescence progressive des motoneurones supérieurs sans complication
- Perte tardive de l'élocution par atteinte des neurones commandant les muscles laryngés
- Absence de détérioration intellectuelle

## Traitement
Le traitement des personnes atteintes de sclérose latérale primitive est symptomatique. Le baclofène et la tizanidine peuvent réduire la spasticité. La quinine ou la phénytoïne peuvent diminuer les crampes. Certains patients qui ne reçoivent pas un soulagement adéquat du traitement oral peuvent envisager le baclofène intrathécal (c'est-à-dire la perfusion de médicament directement dans le liquide céphalo-rachidien via une pompe à perfusion continue placée chirurgicalement).
La physiothérapie aide souvent à prévenir l'immobilité articulaire. L'orthophonie peut être utile pour les personnes avec atteinte des muscles faciaux. Le traitement de physiothérapie se concentre sur la réduction du tonus musculaire, le maintien ou l'amélioration de l'amplitude des mouvements, l'augmentation de la force et la coordination et l'amélioration de la mobilité fonctionnelle. On pense aussi que les étirements améliorent la flexibilité et peuvent également réduire la spasticité musculaire et les crampes. 
Les patients atteints de sclérose latérale primitive peuvent trouver avantageux d'avoir une évaluation, ainsi que des visites de suivi dans des cliniques multidisciplinaires, similaires à celles disponibles pour les personnes atteintes de SLA.

## Sources
- (en) Online Mendelian Inheritance in Man, OMIM (TM). Johns Hopkins University, Baltimore, MD. MIM Number:606353
- (en) Enrico S Bertini, Eleonore Eymard-Pierre, Odile Boespflug-Tanguy, Koji Yamanaka, Don W Cleveland, ALS2-Related Disorders In GeneTests : Medical Genetics Information Resource (database online). Copyright, University of Washington, Seattle. 1993-2005